# بومپیانی
بومپیانی (به ایتالیایی: Bompiani) انتشارات سرای ایتالیایی واقع در میلان است. این شرکت در ۱۹۲۹ توسط ولنتینو بومپیانی تأسیس شد.
در سال ۱۹۷۲ شرکت توسط اف‌سی‌ای ایتالی خریداری شد. در سال ۲۰۱۶ این شرکت به جنتی ادیتور به مبلغ ۱۶ میلیون یورو فروخته شد.